# Пундуга (река)
Пундуга — река в России, протекает в Харовском районе Вологодской области. Устье реки находится в 21 км по левому берегу реки Сить. Длина реки составляет 30 км.
Исток Пундуги расположен в лесах севернее Катромского озера и в 23 км к северо-востоку от Харовска. В среднем течении река разделяет два больших населённых пункта — посёлок Пундуга (левый берег) и деревню Гора (правый берег). Генеральное направление течения — юго-запад. В 12 км от устья принимает справа реку без названия, в 11 км от устья также справа — реку Жаровка (в Гос. вод. реестре также река без названия).
Пундуга впадает в Сить около деревни Стрелица (Сельское поселение Кубенское). В нескольких сотнях метров выше устья Пундуги в Сить впадает Печеньга, в нескольких сотнях метров ниже — Уненга.

## Данные водного реестра
По данным государственного водного реестра России относится к Двинско-Печорскому бассейновому округу, водохозяйственный участок реки — озеро Кубенское и реки Сухона от истока до Кубенского гидроузла, речной подбассейн реки — Сухона. Речной бассейн реки — Северная Двина.
По данным геоинформационной системы водохозяйственного районирования территории РФ, подготовленной Федеральным агентством водных ресурсов:
- Код водного объекта в государственном водном реестре — 03020100112103000006068
- Код по гидрологической изученности (ГИ) — 103000606
- Код бассейна — 03.02.01.001
- Номер тома по ГИ — 03
- Выпуск по ГИ — 0